# پاورز (ایندیانا)
پاورز (به انگلیسی: Powers) یک منطقهٔ مسکونی در ایالات متحده آمریکا است که در شهرستان جی، ایندیانا واقع شده‌است. پاورز ۳۰۲٫۰۶ متر بالاتر از سطح دریا واقع شده‌است.